# لئوی چهارم
لئوی چهارم ملقب به لئوی خزر (به یونانی: ΄ΛέωνΔ) (به انگلیسی: Leo the Khazar) (زادهٔ ۲۵ ژانویه ۷۴۹ – درگذشتهٔ ۸ سپتامبر ۷۸۰) امپراتور روم شرقی (بیزانس) از ۷۷۵ تا ۷۸۰ بود. دوران حکومت او شاهدگذار از دورهٔ «شمایل‌شکنی» (آیکونوکلاسم) به دورهٔ استقرار مجدد شمایل‌ها بود.

## زندگی‌نامه

### رسیدن به امپراتوری
لئو پسر کنستانتین پنجم، امپراتور وقت بیزانس بود و پس از مرگ پدرش در ۷۷۵ جانشین او شد. یک سال بعد، او با درخواست ارتش و حمایت سنا و شهروندان و مخصوصا تحریکات همسر پرنفوذش ایرنه که بر سنا و اسقف ها و درباریان نفوذ داشت ، پسر کوچکش کنستانتین را به مقام امپراتوری مشترک با خود برگزید و این در حالی بود که برادر ناتنیش نیکِفُروس مقام سزاری را در اختیار داشت. این تغییر جانشین منجر به بروز توطئه‌ای به نفع سزار نیکفروس شد که نتیجه‌ای جز تبعید توطئه‌گران در برنداشت.

### سیاست خارجی
در ۷۷۶ میان بلغارها اختلاف افتاده بود و لئو با بهره‌برداری مناسب از این موضوع به تلریگ، خان بلغار در قسطنطنیه پناهندگی داد و او را به ازدواج یکی از عموزادگان همسرش ایرنه درآورد. لئو همجنین در فاصلهٔ ۷۷۷ تا ۷۸۰ سه بار درگیر جنگ با مسلمانان شد.

### نگرش‌های مذهبی
لئو در آغاز دوران حکومتش از سیاست شمایل‌شکنی افراطی پدرش که استفاده از تصاویر مذهبی را ممنوع کرده بود فاصله گرفت و در عوض رفتاری ملایم نسبت به طرفداران استفاده از این تصاویر نشان داد و حتی آنان را به مقام اسقفی منصوب کرد. علت این رفتار لئو را می‌توان نتیجهٔ نفوذ همسرش ایرنه که ارتودوکسی معتقد بود بر او دانست. با این حال لئو در ۷۸۰ و کمی پیش از مرگش در هشتم سپتامبر همان سال تغییر موضع داد و فرمان اعدام کسانی را که به استفاده از تصاویر مذهبی تمایل داشتند را صادر نمود.